# Koala Voice
Koala Voice je štiričlanska slovenska glasbena skupina, ki je nastala leta 2010. Izvajajo indie rock glasbo. Skupino sestavljajo vokalistka in kitaristka Manca Trampuš, kitarist Domen Don Holc, basist Tilen Prašnikar in bobnar Miha Prašnikar. Izdali so pet studijskih albumov, Kangaroo's a Neighbour (2015), Wolkenfabrik (2017), Woo Horsie (2018), Plata (2021) in Auf Wiedersehen (2024).

## Zgodovina
Leta 2014 so zmagali v prvi sezoni Špil lige. Svoj prvi studijski album, Kangaroo's a Neighbour, so izdali in predstavili 6. februarja 2015 v Kinu Šiška v sklopu festivala Ment. Izidu albuma so sledili številni koncerti po raznih festivalih v Sloveniji, pa tudi v tujini – igrali so v Avstriji, Nemčiji, Rusiji, Srbiji ter na Češkem in Slovaškem.
Leta 2016 so na koncertih igrali tudi novejše pesmi, kot npr. "Vede premikanja", ki je njihova prva pesem v slovenskem jeziku. Maja je na njihovem YouTube kanalu izšel videospot za pesem "Frida Nipl", ki je bila posneta v Studiu Metro, producent pa je bil tokrat Jure Vlahovič.
Julija 2016 so nastopili na festivalu Exit. Tekom leta so snemali material za nov album s producentom Dantonom Suppleom (ki je med drugimi produciral tudi album X&Y skupine Coldplay). Leta 2017 so imeli več koncertov po Sloveniji in na raznih festivalih po Evropi. Junija je izšel videospot za singl "Vede premikanja". Režiral ga je Matevž Jerman, ki je s skupino sodeloval že pri singlu "Strangers' Tides". Skupaj s singlom je bil uradno naznanjen tudi naslov novega studijskega albuma: Wolkenfabrik (nemško: "Tovarna oblakov").

## Diskografija
Studijski albumi
- Kangaroo's a Neighbour (2015)
- Wolkenfabrik (2017)
- Woo Horsie (2018)
- Plata (2021)
- Auf Wiedersehen (2024)

Albumi v živo
- Izštekani (2018)

## Videospoti
| Leto | Mesec     | Naslov                    | Režiser                         | Album                  |
| ---- | --------- | ------------------------- | ------------------------------- | ---------------------- |
| 2015 | januar    | "Nothing"                 | Koala Voice                     | Kangaroo's a Neighbour |
| 2015 | februar   | "Go Disco, Go"            | Koala Voice                     | Kangaroo's a Neighbour |
| 2015 | september | "The French Say"          | Jure Dostal                     | Kangaroo's a Neighbour |
| 2016 | maj       | "Frida Nipl"              | Martin Fir                      | nealbumski singl       |
| 2016 | september | "Strangers' Tides"        | Matevž Jerman, Matej Bandelj    | Kangaroo's a Neighbour |
| 2017 | junij     | "Vede premikanja"         | Matevž Jerman                   | Wolkenfabrik           |
| 2017 | avgust    | "Talk About It"           | Manca Trampuš, Zala Gorenc      | Wolkenfabrik           |
| 2017 | december  | "Sierra"                  | Sašo Štih                       | Wolkenfabrik           |
| 2018 | september | "Remain Silent"           | Jošt Jesenovec, Martin Krašovec | Wolkenfabrik           |
| 2018 | september | "Remain Silent" (v živo)  | neznan                          | Izštekani              |
| 2019 | februar   | "Ker tu je vse tako lepo" | Mark Pirc                       | Woo Horsie             |
| 2019 | oktober   | "Brainstorm"              | Andraž Kadunc                   | nealbumski singl       |
| 2020 | oktober   | "Vertigo"                 | Matevž Jerman                   | Plata                  |
| 2021 | februar   | "Vukovi"                  | Marina Uzelac                   | Plata                  |
| 2021 | junij     | "Spaghettification"       | Miha Šubic                      | Plata                  |
| 2021 | september | "Postapokaliptični svet"  | Tanita Rose, Eva Kaštrun        | Plata                  |